# Łukasz Biel
Łukasz Biel (ur. 4 lutego 1994 r. w Pszczynie) – polski futsalista, zawodnik z pola, reprezentant Polski. obecnie zawodnik Rekordu Bielsko-Biała, którego jest wychowankiem. Pięciokrotny mistrz Polski w latach 2014 oraz 2017-2020 oraz dwukrotny zdobywca Pucharu Polski w latach 2018-2019 z Rekordem. Wcześniej także piłkarz piłkarskiej sekcji bielskiego klubu.